# Deltocephalus lobatus
Deltocephalus lobatus är en insektsart som beskrevs av Rauno E. Linnavuori 1961. Deltocephalus lobatus ingår i släktet Deltocephalus och familjen dvärgstritar. Inga underarter finns listade i Catalogue of Life.